# Полянський Михайло Ісакович
Михайло Ісакович Полянський (13 липня 1902, село Поплавка, тепер Куяльницької сільської громади Подільського району Одеської області — ?) — молдавський радянський діяч, 1-й секретар Рибницького районного комітету КП(б) Молдавії. Член ЦК КП(б) Молдавії в 1941—1949 роках. Депутат Верховної Ради Молдавської РСР 1-го скликання. 

## Біографія
Народився в єврейській родині. З 1917 до 1919 року був учнем мельника.
З 1919 до 1922 року служив у «загоні із боротьби з бандитизмом» Частин особливого призначення, учасник громадянської війни в Росії.
У 1922—1924 роках — робітник млина.
У 1924 році працював районним організатором комсомолу (ЛКСМУ).
У 1924—1925 роках — секретар Ананьївського районного комітету ЛКСМУ; завідувач економічного відділу Молдавського обласного комітету ЛКСМУ. Освіта середня.
Член ВКП(б) з 1926 року.
У 1926—1930 роках — голова Тираспольської міської ради професійних спілок Молдавської АРСР; голова Молдавської обласної професійної спілки металістів.
У 1930—1934 роках — секретар районного комітету КП(б)У Молдавської АРСР; відповідальний секретар Ради професійних спілок Молдавської АРСР.
З 1934 року — секретар партійного комітету в Молдавській АРСР.
До лютого 1941 року — 1-й секретар Рибницького районного комітету КП(б)У Молдавської АРСР; 1-й секретар Рибницького районного комітету КП(б) Молдавії.
З лютого до липня 1941 року — завідувач організаційно-інструкторського відділу ЦК КП(б) Молдавії.
У липні 1941 — серпні 1945 року — в Червоній армії, учасник німецько-радянської війни. Служив комісаром навчального батальйону, був слухачем Військово-політичної академії імені Леніна, секретарем партійної комісії військового училища штабних офіцерів. З січня 1945 року — заступник начальника політичного відділу 197-ї штурмової авіаційної дивізії, на політичній роботі в 133-му гвардійському винищувальному авіаційному полку. Воював на Південному та 1-му Білоруському фронтах.
З 1945 року і до виходу на пенсію — на партійній та господарській роботі в Молдавській РСР.
Подальша доля невідома.

## Звання
- майор

## Нагороди
- орден Вітчизняної війни ІІ ст. (19.05.1945)
- орден Трудового Червоного Прапора (7.02.1939)
- медаль «За визволення Варшави»
- медаль «За взяття Берліна» (1945)
- медаль «За перемогу над Німеччиною у Великій Вітчизняній війні 1941—1945 рр.» (1945)
- медалі